# Bürgermeisterwahlen in Sachsen 2019
Bürgermeisterwahlen fanden 2019 in Sachsen in 45 von 419 sächsischen Städten und Gemeinden statt. Dabei wurden 17 Bürgermeister im Amt bestätigt und drei abgewählt.

Von der CDU gehalten
Von der CDU hinzugewonnen
Von der FDP gehalten
Von der FDP hinzugewonnen
Von der Linken gehalten
Von WV/EB gehalten
Von WV/EB hinzugewonnen

| ← 2018 | Wahljahr 2019 | 2020 → |

## Wahlstatistik
| Vorschlag  | Anzahl |                    | Bürgermeister | Anzahl |
| CDU        | 20     | - wiedergewählt    | 17            |        |
| FDP        | 3      | - abgewählt        | 3             |        |
| Linke      | 1      | - nicht kandidiert | 25            |        |
| WV, EB, EV | 21     |                    |               |        |
| gesamt     | 45     |                    |               |        |

Amtierende (Ober-)Bürgermeister nach Ende des Wahljahres 2019:
| Vorschlag  | CDU | SPD | FDP | Linke | DSU | Grüne | EB, EV | WV  | Gemeindeanzahl |
| ---------- | --- | --- | --- | ----- | --- | ----- | ------ | --- | -------------- |
| Amtsträger | 136 | 16  | 9   | 7     | 1   | 1     | 148    | 101 | 419            |

WV = Wählervereinigungen
EB = Einzelbewerber
EV = Einzelvorschläge

## Wahlergebnisse

### Landkreis Bautzen
Im Landkreis Bautzen fanden in sechs Kommunen Wahlen statt. Diese sind im Folgenden aufgelistet. In einer Kommune waren zwei Wahlgänge notwendig. Das entscheidende Wahlergebnis ist markiert.
Gewählte Bewerber:
- CDU: 4
- Einzelbewerber/Bürgerinitiativen: 2
- Amtsinhaber wiedergewählt: 2
- Amtsinhaber abgewählt: 1
- Amtsinhaber nicht angetreten: 3

Namen von Amtsinhabern sind fettdargestellt.
| 1. Wahlgang | 1. Wahlgang                   | 1. Wahlgang              | 1. Wahlgang      | 1. Wahlgang     | 2. Wahlgang | 2. Wahlgang     | vorherige | nächste |
| Wahltermin  | Gemeinde                      | Bewerber                 | Vorschlag        | Ergebnis (in %) | Wahltermin  | Ergebnis (in %) | vorherige | nächste |
| ----------- | ----------------------------- | ------------------------ | ---------------- | --------------- | ----------- | --------------- | --------- | ------- |
| 26. Mai     | Großpostwitz / O.L. Budestecy | Norbert Gloß             | CDU              | 32,9            | 16. Juni    | 33,5            | ← 2014    | keine   |
| 26. Mai     | Großpostwitz / O.L. Budestecy | Grit Heinrich            | Heinrich         | 18,4            | 16. Juni    | n. k.           | ← 2014    | keine   |
| 26. Mai     | Großpostwitz / O.L. Budestecy | Markus Michauk           | OLG              | 45,8            | 16. Juni    | 66,5            | ← 2014    | keine   |
| 26. Mai     | Großpostwitz / O.L. Budestecy | Marco Siering            | Siering          | 11,9            | 16. Juni    | n. k.           | ← 2014    | keine   |
| 26. Mai     | Steina                        | Sandro Bürger            | CDU              | 51,8            |             |                 | ← 2015    | keine   |
| 26. Mai     | Steina                        | Lutz Hönicke             | FDP              | 48,2            |             |                 | ← 2015    | keine   |
| 26. Mai     | Steinigtwolmsdorf             | Raimo Ache               | CDU              | 22,9            |             |                 | ← 2012    | 2020 →  |
| 26. Mai     | Steinigtwolmsdorf             | Lutz Förster             | BüBew            | 77,1            |             |                 | ← 2012    | 2020 →  |
| 16. Juni    | Großröhrsdorf                 | Stefan Schneider         | CDU              | 95,2            |             |                 | ← 2012    | keine   |
| 16. Juni    | Großröhrsdorf                 | Einzelvorschläge         | Einzelvorschläge | 4,8             |             |                 | ← 2012    | keine   |
| 23. Juni    | Bernsdorf                     | Harry Habel              | CDU              | 93,8            |             |                 | ← 2012    | keine   |
| 23. Juni    | Bernsdorf                     | Einzelvorschläge         | Einzelvorschläge | 6,2             |             |                 | ← 2012    | keine   |
| 27. Oktober | Burkau Porchow                | Sebastian Hein           | CDU              | 59,9            |             |                 | ← 2012    | keine   |
| 27. Oktober | Burkau Porchow                | Johannes Montero-Montero | Montero-Montero  | 40,1            |             |                 | ← 2012    | keine   |

### Erzgebirgskreis
Im Erzgebirgskreis fanden in zwei Kommunen Wahlen statt. Diese sind im Folgenden aufgelistet. In beiden Kommunen waren zwei Wahlgänge notwendig. Das entscheidende Wahlergebnis ist markiert.
Gewählte Bewerber:
- CDU: 1
- Einzelbewerber/Bürgerinitiativen: 1
- Amtsinhaber wiedergewählt: 0
- Amtsinhaber abgewählt: 0
- Amtsinhaber nicht angetreten/Gemeindeneugründung: 2

Namen von Amtsinhabern sind fett dargestellt.
| 1. Wahlgang | 1. Wahlgang     | 1. Wahlgang         | 1. Wahlgang | 1. Wahlgang     | 2. Wahlgang | 2. Wahlgang     | vorherige                                     | nächste |
| Wahltermin  | Gemeinde        | Bewerber            | Vorschlag   | Ergebnis (in %) | Wahltermin  | Ergebnis (in %) | vorherige                                     | nächste |
| ----------- | --------------- | ------------------- | ----------- | --------------- | ----------- | --------------- | --------------------------------------------- | ------- |
| 26. Mai     | Aue-Bad Schlema | Franz Heinrich Kohl | CDU         | 36,0            | 16. Juni    | 42,0            | Neugründung ← 2013 (Aue) ← 2011 (Bad Schlema) | keine   |
| 26. Mai     | Aue-Bad Schlema | Andreas Rössel      | Linke       | 12,4            | 16. Juni    | 6,9             | Neugründung ← 2013 (Aue) ← 2011 (Bad Schlema) | keine   |
| 26. Mai     | Aue-Bad Schlema | Jens Müller         | FWE         | 32,5            | 16. Juni    | 32,9            | Neugründung ← 2013 (Aue) ← 2011 (Bad Schlema) | keine   |
| 26. Mai     | Aue-Bad Schlema | Stefan Hartung      | Hartung     | 19,1            | 16. Juni    | 18,2            | Neugründung ← 2013 (Aue) ← 2011 (Bad Schlema) | keine   |
| 26. Mai     | Bärenstein      | Enrico Pollmer      | Pollmer     | 5,3             | 16. Juni    | n. k.           | ← 2012                                        | keine   |
| 26. Mai     | Bärenstein      | Thomas Thumm        | Thumm       | 34,7            | 16. Juni    | 43,1            | ← 2012                                        | keine   |
| 26. Mai     | Bärenstein      | Silvio Wagner       | Wagner      | 40,4            | 16. Juni    | 46,7            | ← 2012                                        | keine   |
| 26. Mai     | Bärenstein      | Dan Engert          | IB          | 19,6            | 16. Juni    | 10,2            | ← 2012                                        | keine   |

### Landkreis Görlitz
Im Landkreis Görlitz fanden in fünf Kommunen Wahlen statt. Diese sind im Folgenden aufgelistet. In einer Kommune waren zwei Wahlgänge notwendig. Das entscheidende Wahlergebnis ist markiert.
Gewählte Bewerber:
- CDU: 2
- Einzelbewerber/Bürgerinitiativen/Einzelvorschläge: 3
- Amtsinhaber wiedergewählt: 1
- Amtsinhaber abgewählt: 0
- Amtsinhaber nicht angetreten: 4

Namen von Amtsinhabern sind fett dargestellt.
| 1. Wahlgang  | 1. Wahlgang                     | 1. Wahlgang        | 1. Wahlgang      | 1. Wahlgang     | 2. Wahlgang | 2. Wahlgang     | vorherige | nächste |
| Wahltermin   | Gemeinde                        | Bewerber           | Vorschlag        | Ergebnis (in %) | Wahltermin  | Ergebnis (in %) | vorherige | nächste |
| ------------ | ------------------------------- | ------------------ | ---------------- | --------------- | ----------- | --------------- | --------- | ------- |
| 3. Februar   | Mittelherwigsdorf               | Markus Hallmann    | FWV              | 99,8            |             |                 | ← 2012    | keine   |
| 3. Februar   | Mittelherwigsdorf               | Einzelvorschläge   | Einzelvorschläge | 0,2             |             |                 | ← 2012    | keine   |
| 26. Mai      | Görlitz                         | Octavian Ursu      | CDU              | 30,3            | 16. Juni    | 55,2            | ← 2012    | keine   |
| 26. Mai      | Görlitz                         | Franziska Schubert | BfG, Grüne       | 27,9            | 16. Juni    | n. k.           | ← 2012    | keine   |
| 26. Mai      | Görlitz                         | Jana Lübeck        | Linke            | 5,5             | 16. Juni    | n. k.           | ← 2012    | keine   |
| 26. Mai      | Görlitz                         | Sebastian Wippel   | AfD              | 36,4            | 16. Juni    | 44,8            | ← 2012    | keine   |
| 1. September | Bad Muskau Mužakow              | Thomas Krahl       | CDU              | 50,1            |             |                 | ← 2015    | keine   |
| 1. September | Bad Muskau Mužakow              | Frank Bundszuhn    | Bundszuhn        | 49,9            |             |                 | ← 2015    | keine   |
| 1. September | Jonsdorf                        | Kati Wenzel        | BFW              | 74,3            |             |                 | ← 2012    | keine   |
| 1. September | Jonsdorf                        | Heiko Firle        | Firle            | 25,7            |             |                 | ← 2012    | keine   |
| 24. November | Krauschwitz i. d. O.L. Krušwica | Thomas Najork      | CDU              | 35,7            |             |                 | ← 2013    | keine   |
| 24. November | Krauschwitz i. d. O.L. Krušwica | Tristan Mühl       | FWK              | 52,3            |             |                 | ← 2013    | keine   |
| 24. November | Krauschwitz i. d. O.L. Krušwica | Heike Krahl        | Linke            | 12,0            |             |                 | ← 2013    | keine   |

### Landkreis Leipzig
Im Landkreis Leipzig fanden in einer Kommunen Wahlen statt. Diese sind im Folgenden aufgelistet. Es war kein zweiter Wahlgang notwendig. Das entscheidende Wahlergebnis ist markiert.
Gewählte Bewerber:
- Einzelbewerber/Bürgerinitiativen: 1
- Amtsinhaber wiedergewählt: 1
- Amtsinhaber abgewählt: 0
- Amtsinhaber nicht angetreten: 0

Namen von Amtsinhabern sind fett dargestellt.
| Wahltermin | Gemeinde | Bewerber        | Vorschlag | Ergebnis (in %) | vorherige | nächste |
| ---------- | -------- | --------------- | --------- | --------------- | --------- | ------- |
| 10. März   | Lossatal | Uwe Weigelt     | Weigelt   | 82,9            | ← 2012    | keine   |
| 10. März   | Lossatal | Ulrich Frandray | CDU       | 17,1            | ← 2012    | keine   |

### Landkreis Meißen
Im Landkreis Meißen fanden in fünf Kommunen Wahlen statt. Diese sind im Folgenden aufgelistet. In keiner Kommune waren zwei Wahlgänge notwendig. Das entscheidende Wahlergebnis ist markiert.
Gewählte Bewerber:
- FDP: 1
- Einzelbewerber/Bürgerinitiativen: 4
- Amtsinhaber wiedergewählt: 2
- Amtsinhaber abgewählt: 0
- Amtsinhaber nicht angetreten: 3

Namen von Amtsinhabern sind fett dargestellt.
| Wahltermin   | Gemeinde      | Bewerber         | Vorschlag                       | Ergebnis (in %) | vorherige | nächste |
| ------------ | ------------- | ---------------- | ------------------------------- | --------------- | --------- | ------- |
| 16. Juni     | Zeithain      | Ralf Uwe Hänsel  | Hänsel                          | 96,6            | ← 2012    | 2021 →  |
| 16. Juni     | Zeithain      | Einzelvorschläge | Einzelvorschläge                | 3,4             | ← 2012    | 2021 →  |
| 1. September | Klipphausen   | Mirko Knöfel     | BFW                             | 50,7            | ← 2012    | keine   |
| 1. September | Klipphausen   | Carsten Hahn     | CDU                             | 49,3            | ← 2012    | keine   |
| 1. September | Lampertswalde | René Venus       | Sportverein Lampertswalde e. V. | 69,5            | ← 2014    | keine   |
| 1. September | Lampertswalde | Martina Höllerl  | WV Gemeinsame Zukunft           | 30,5            | ← 2014    | keine   |
| 1. September | Lommatzsch    | Dr. Anita Maaß   | FDP                             | 93,0            | ← 2012    | keine   |
| 1. September | Lommatzsch    | Einzelvorschläge | Einzelvorschläge                | 7,0             | ← 2012    | keine   |
| 3. November  | Coswig        | David Steinmann  | AfD                             | 22,6            | ← 2015    | keine   |
| 3. November  | Coswig        | Thomas Schubert  | Schubert                        | 77,4            | ← 2015    | keine   |

### Landkreis Mittelsachsen
Im Landkreis Mittelsachsen fanden in sechs Kommunen Wahlen statt. Diese sind im Folgenden aufgelistet. In keiner Kommune waren zwei Wahlgänge notwendig. Das entscheidende Wahlergebnis ist markiert.
Gewählte Bewerber:
- CDU: 4
- Einzelbewerber/Bürgerinitiativen: 2
- Amtsinhaber wiedergewählt: 2
- Amtsinhaber abgewählt: 1
- Amtsinhaber nicht angetreten: 3

Namen von Amtsinhabern sind fett dargestellt.
| Wahltermin   | Gemeinde               | Bewerber         | Vorschlag                 | Ergebnis (in %) | vorherige | nächste                     |
| ------------ | ---------------------- | ---------------- | ------------------------- | --------------- | --------- | --------------------------- |
| 27. Januar   | Bobritzsch-Hilbersdorf | René Straßberger | CDU                       | 62,4            | ← 2012    | keine                       |
| 27. Januar   | Bobritzsch-Hilbersdorf | Jens Merkel      | FWM                       | 15,3            | ← 2012    | keine                       |
| 27. Januar   | Bobritzsch-Hilbersdorf | Jens Uhlemann    | Uhlemann                  | 22,3            | ← 2012    | keine                       |
| 10. Februar  | Ostrau                 | Dirk Schilling   | CDU                       | 97,8            | ← 2012    | Auflösung 2023 (Jahnatal) → |
| 10. Februar  | Ostrau                 | Einzelvorschläge | Einzelvorschläge          | 2,2             | ← 2012    | Auflösung 2023 (Jahnatal) → |
| 26. Mai      | Döbeln                 | Sven Liebhauser  | CDU                       | 65,7            | ← 2015    | keine                       |
| 26. Mai      | Döbeln                 | Dirk Munzig      | AfD                       | 34,3            | ← 2015    | keine                       |
| 1. September | Claußnitz              | Andreas Heinig   | Freie Wählervereinigungen | 58,9            | ← 2015    | keine                       |
| 1. September | Claußnitz              | Robin Helmert    | CDU                       | 24,4            | ← 2015    | keine                       |
| 1. September | Claußnitz              | Mario Lorenz     | SPD                       | 16,7            | ← 2015    | keine                       |
| 1. September | Halsbrücke             | Andreas Beger    | CDU                       | 86,6            | ← 2012    | 2025 →                      |
| 1. September | Halsbrücke             | Einzelvorschläge | Einzelvorschläge          | 13,3            | ← 2012    | 2025 →                      |
| 3. November  | Niederwiesa            | Ilona Meier      | Meier                     | 31,0            | ← 2012    | keine                       |
| 3. November  | Niederwiesa            | Raik Schubert    | BI                        | 69,0            | ← 2012    | keine                       |

### Landkreis Nordsachsen
Im Landkreis Nordsachsen fanden in drei Kommunen Wahlen statt. Diese sind im Folgenden aufgelistet. In einer Kommune waren zwei Wahlgänge notwendig. Das entscheidende Wahlergebnis ist markiert.
Gewählte Bewerber:
- CDU: 1
- Einzelbewerber/Bürgerinitiativen: 2
- Amtsinhaber wiedergewählt: 0
- Amtsinhaber abgewählt: 0
- Amtsinhaber nicht angetreten: 3

Namen von Amtsinhabern sind fett dargestellt.
| 1. Wahlgang  | 1. Wahlgang | 1. Wahlgang      | 1. Wahlgang      | 1. Wahlgang     | 2. Wahlgang   | 2. Wahlgang     | vorherige | nächste |
| Wahltermin   | Gemeinde    | Bewerber         | Vorschlag        | Ergebnis (in %) | Wahltermin    | Ergebnis (in %) | vorherige | nächste |
| ------------ | ----------- | ---------------- | ---------------- | --------------- | ------------- | --------------- | --------- | ------- |
| 1. September | Krostitz    | Frank Grabsch    | CDU              | 46,3            | 15. September | 48,8            | ← 2015    | keine   |
| 1. September | Krostitz    | Frank Schenker   | FDP              | 7,2             | 15. September | n. k.           | ← 2015    | keine   |
| 1. September | Krostitz    | Ulrich Triller   | Linke            | 3,8             | 15. September | n. k.           | ← 2015    | keine   |
| 1. September | Krostitz    | Oliver Kläring   | Kläring          | 36,6            | 15. September | 51,2            | ← 2015    | keine   |
| 1. September | Krostitz    | Steffen Thoß     | Thoß             | 6,1             | 15. September | n. k.           | ← 2015    | keine   |
| 27. Oktober  | Naundorf    | Cathleen Kramm   | Kramm            | 56,4            |               |                 | ← 2015    | keine   |
| 27. Oktober  | Naundorf    | Heinz Schumann   | Schumann         | 43,6            |               |                 | ← 2015    | keine   |
| 1. Dezember  | Löbnitz     | Detlef Hoffmann  | CDU              | 99,3            |               |                 | ← 2015    | keine   |
| 1. Dezember  | Löbnitz     | Einzelvorschläge | Einzelvorschläge | 0,7             |               |                 | ← 2015    | keine   |

### Landkreis Sächsische Schweiz-Osterzgebirge
Im Landkreis Sächsische Schweiz-Osterzgebirge fanden in fünf Kommunen Wahlen statt. Diese sind im Folgenden aufgelistet. In zwei Kommunen waren zwei Wahlgänge notwendig. Das entscheidende Wahlergebnis ist markiert.
Gewählte Bewerber:
- CDU: 2
- Linke: 1
- Einzelbewerber/Bürgerinitiativen: 2
- Amtsinhaber wiedergewählt: 2
- Amtsinhaber abgewählt: 0
- Amtsinhaber nicht angetreten: 3

Namen von Amtsinhabern sind fett dargestellt.
| 1. Wahlgang  | 1. Wahlgang                 | 1. Wahlgang                       | 1. Wahlgang                       | 1. Wahlgang     | 2. Wahlgang   | 2. Wahlgang     | vorherige | nächste |
| Wahltermin   | Gemeinde                    | Bewerber                          | Vorschlag                         | Ergebnis (in %) | Wahltermin    | Ergebnis (in %) | vorherige | nächste |
| ------------ | --------------------------- | --------------------------------- | --------------------------------- | --------------- | ------------- | --------------- | --------- | ------- |
| 13. Januar   | Bad Gottleuba-Berggießhübel | Madlen Rätze                      | CDU                               | 33,1            | 3. Februar    | 32,5            | ← 2012    | 2021 →  |
| 13. Januar   | Bad Gottleuba-Berggießhübel | Christian Walter                  | Walter                            | 48,7            | 3. Februar    | 67,5            | ← 2012    | 2021 →  |
| 13. Januar   | Bad Gottleuba-Berggießhübel | Chris Mathias Wolf                | Wolf                              | 18,2            | 3. Februar    | n. k.           | ← 2012    | 2021 →  |
| 13. Januar   | Liebstadt                   | Hans-Peter Rätzler                | Linke                             | 97,6            |               |                 | ← 2012    | keine   |
| 13. Januar   | Liebstadt                   | Einzelvorschläge                  | Einzelvorschläge                  | 2,4             |               |                 | ← 2012    | keine   |
| 26. Mai      | Dippoldiswalde              | Kerstin Körner                    | CDU                               | 75,0            |               |                 | ← 2011    | keine   |
| 26. Mai      | Dippoldiswalde              | Dirk Horst Massi                  | Massi                             | 25,0            |               |                 | ← 2011    | keine   |
| 26. Mai      | Gohrisch                    | Maik Günther                      | FWG/Linke                         | 57,6            |               |                 | ← 2012    | 2020 →  |
| 26. Mai      | Gohrisch                    | Einzelvorschlag Christian Naumann | Einzelvorschlag Christian Naumann | 32,5            |               |                 | ← 2012    | 2020 →  |
| 26. Mai      | Gohrisch                    | weitere Einzelvorschläge          | weitere Einzelvorschläge          | 9,9             |               |                 | ← 2012    | 2020 →  |
| 1. September | Heidenau                    | Jürgen Opitz                      | CDU                               | 49,4            | 22. September | 65,1            | ← 2012    | 2025 →  |
| 1. September | Heidenau                    | Daniela Lobe                      | Linke                             | 15,3            | 22. September | n. k.           | ← 2012    | 2025 →  |
| 1. September | Heidenau                    | Annette Denzer-Ruffani            | FDP                               | 13,1            | 22. September | n. k.           | ← 2012    | 2025 →  |
| 1. September | Heidenau                    | Uwe Dreßler                       | Dreßler                           | 22,2            | 22. September | 34,9            | ← 2012    | 2025 →  |

### Vogtlandkreis
Im Vogtlandkreis fanden in fünf Kommunen Wahlen statt. Diese sind im Folgenden aufgelistet. In einer Kommune waren zwei Wahlgänge notwendig. Das entscheidende Wahlergebnis ist markiert.
Gewählte Bewerber:
- CDU: 3
- FDP: 1
- Einzelbewerber/Bürgerinitiativen: 1
- Amtsinhaber wiedergewählt: 2
- Amtsinhaber abgewählt: 0
- Amtsinhaber nicht angetreten: 3

Namen von Amtsinhabern sind fett dargestellt.
| 1. Wahlgang  | 1. Wahlgang     | 1. Wahlgang              | 1. Wahlgang      | 1. Wahlgang     | 2. Wahlgang | 2. Wahlgang     | vorherige | nächste |
| Wahltermin   | Gemeinde        | Bewerber                 | Vorschlag        | Ergebnis (in %) | Wahltermin  | Ergebnis (in %) | vorherige | nächste |
| ------------ | --------------- | ------------------------ | ---------------- | --------------- | ----------- | --------------- | --------- | ------- |
| 17. März     | Oelsnitz/Vogtl. | Mario Horn               | CDU              | 61,3            |             |                 | ← 2012    | keine   |
| 17. März     | Oelsnitz/Vogtl. | Robert Reißner           | Linke            | 9,7             |             |                 | ← 2012    | keine   |
| 17. März     | Oelsnitz/Vogtl. | René Buze                | LuB              | 18,9            |             |                 | ← 2012    | keine   |
| 17. März     | Oelsnitz/Vogtl. | Andreas Bukschat         | Bukschat         | 10,1            |             |                 | ← 2012    | keine   |
| 24. März     | Mühlental       | Heiko Spranger           | FW MS            | 80,6            |             |                 | ← 2015    | keine   |
| 24. März     | Mühlental       | Einzelvorschläge         | Einzelvorschläge | 19,4            |             |                 | ← 2015    | keine   |
| 26. Mai      | Neumark         | Kathrin Krause           | CDU              | 9,2             | 23. Juni    | n. k.           | ← 2015    | keine   |
| 26. Mai      | Neumark         | Sven Köpp                | FDP              | 24,1            | 23. Juni    | 38,3            | ← 2015    | keine   |
| 26. Mai      | Neumark         | Jürgen Börner            | SPD              | 14,1            | 23. Juni    | 2,9             | ← 2015    | keine   |
| 26. Mai      | Neumark         | Thomas Friedhold Claus   | Linke            | 5,0             | 23. Juni    | n. k.           | ← 2015    | keine   |
| 26. Mai      | Neumark         | Andreas Dust             | Dust             | 12,9            | 23. Juni    | 13,8            | ← 2015    | keine   |
| 26. Mai      | Neumark         | Stefan Schönfeld         | Schönfeld        | 12,4            | 23. Juni    | 9,5             | ← 2015    | keine   |
| 26. Mai      | Neumark         | Jens Sölle               | Sölle            | 22,2            | 23. Juni    | 35,6            | ← 2015    | keine   |
| 26. Mai      | Rodewisch       | Kerstin Schöniger        | CDU              | 85,5            | → Detail    | → Detail        | ← 2012    | keine   |
| 26. Mai      | Rodewisch       | Claudia Roßmann-Kansorra | DSU              | 14,5            | → Detail    | → Detail        | ← 2012    | keine   |
| 1. September | Pausa-Mühltroff | Michael Pohl             | CDU              | 94,9            |             |                 | ← 2015    | keine   |
| 1. September | Pausa-Mühltroff | Einzelvorschläge         | Einzelvorschläge | 5,1             |             |                 | ← 2015    | keine   |

### Landkreis Zwickau
Im Landkreis Zwickau fanden in sieben Kommunen Wahlen statt. Diese sind im Folgenden aufgelistet. In keiner Kommune waren zwei Wahlgänge notwendig. Das entscheidende Wahlergebnis ist markiert.
Gewählte Bewerber:
- CDU: 3
- FDP: 1
- Einzelbewerber/Bürgerinitiativen: 3
- Amtsinhaber wiedergewählt: 5
- Amtsinhaber abgewählt: 1
- Amtsinhaber nicht angetreten: 1

Namen von Amtsinhabern sind fett dargestellt.
| Wahltermin   | Gemeinde             | Bewerber          | Vorschlag             | Ergebnis (in %) | vorherige | nächste |
| ------------ | -------------------- | ----------------- | --------------------- | --------------- | --------- | ------- |
| 27. Januar   | Langenbernsdorf      | Frank Rose        | Rose                  | 82,3            | ← 2012    | 2023 →  |
| 27. Januar   | Langenbernsdorf      | Elfi Rank         | Rank                  | 17,7            | ← 2012    | 2023 →  |
| 24. März     | Fraureuth            | Matthias Topitsch | CDU                   | 99,5            | ← 2012    | keine   |
| 24. März     | Fraureuth            | Einzelvorschläge  | Einzelvorschläge      | 0,5             | ← 2012    | keine   |
| 26. Mai      | Bernsdorf            | Roswitha Müller   | FDP                   | 98,9            | ← 2012    | 2025 →  |
| 26. Mai      | Bernsdorf            | Einzelvorschläge  | Einzelvorschläge      | 1,1             | ← 2012    | 2025 →  |
| 26. Mai      | Werdau               | Stefan Czarnecki  | CDU                   | 48,5            | ← 2012    | keine   |
| 26. Mai      | Werdau               | Sören Kristensen  | UB                    | 51,5            | ← 2012    | keine   |
| 7. Juli      | Wilkau-Haßlau        | Stefan Feustel    | CDU                   | 85,4            | ← 2012    | keine   |
| 7. Juli      | Wilkau-Haßlau        | Einzelvorschläge  | Einzelvorschläge      | 14,6            | ← 2012    | keine   |
| 1. September | Hohenstein-Ernstthal | Lars Kluge        | CDU                   | 63,8            | ← 2012    | keine   |
| 1. September | Hohenstein-Ernstthal | Alexander Weiße   | Linke                 | 36,2            | ← 2012    | keine   |
| 10. November | Oberwiera            | Marcel Pohlers    | FWG „Oberes Wieratal“ | 17,9            | ← 2012    | keine   |
| 10. November | Oberwiera            | Holger Quellmalz  | Quellmalz             | 51,3            | ← 2012    | keine   |
| 10. November | Oberwiera            | Patrick Simmel    | Simmel                | 30,8            | ← 2012    | keine   |

## Belege
1. ↑  Referat Kommunikation und Öffentlichkeitsarbeit: Wahlstatistik zum Stand 31. Dezember 2019 - Wahlen - sachsen.de. Abgerufen am 30. Oktober 2023.
2. ↑  Referat Kommunikation und Öffentlichkeitsarbeit: Wahlergebnisse 2019 - Wahlen - sachsen.de. Abgerufen am 30. Oktober 2023.
3. ↑  Referat Kommunikation und Öffentlichkeitsarbeit: Wahlergebnisse 2019 - Wahlen - sachsen.de. Abgerufen am 30. Oktober 2023.
4. ↑  Referat Kommunikation und Öffentlichkeitsarbeit: Wahlergebnisse 2019 - Wahlen - sachsen.de. Abgerufen am 30. Oktober 2023.
5. ↑  Referat Kommunikation und Öffentlichkeitsarbeit: Wahlergebnisse 2019 - Wahlen - sachsen.de. Abgerufen am 30. Oktober 2023.
6. ↑  Referat Kommunikation und Öffentlichkeitsarbeit: Wahlergebnisse 2019 - Wahlen - sachsen.de. Abgerufen am 30. Oktober 2023.
7. ↑  Referat Kommunikation und Öffentlichkeitsarbeit: Wahlergebnisse 2019 - Wahlen - sachsen.de. Abgerufen am 30. Oktober 2023.
8. ↑  Referat Kommunikation und Öffentlichkeitsarbeit: Wahlergebnisse 2019 - Wahlen - sachsen.de. Abgerufen am 30. Oktober 2023.
9. ↑  Referat Kommunikation und Öffentlichkeitsarbeit: Wahlergebnisse 2019 - Wahlen - sachsen.de. Abgerufen am 30. Oktober 2023.
10. ↑  Referat Kommunikation und Öffentlichkeitsarbeit: Wahlergebnisse 2019 - Wahlen - sachsen.de. Abgerufen am 30. Oktober 2023.
11. ↑  Referat Kommunikation und Öffentlichkeitsarbeit: Wahlergebnisse 2019 - Wahlen - sachsen.de. Abgerufen am 30. Oktober 2023.